# Berkheya radula
Berkheya radula là một loài thực vật có hoa trong họ Cúc. Loài này được (Harv.) De Wild. mô tả khoa học đầu tiên năm 1901.